# 고스피치 전투
고스피치 전투(세르비아어:  Битка за Госпић, 크로아티아어: Bitka za Gospić)는 크로아티아 독립 전쟁 기간인 1991년 8월 29일부터 9월 22일까지 크로아티아의 고스피치에서 일어난 전투이다. 고스피치 전투에서 마을 내 5개 막사에 주둔한 유고슬라비아 인민군과 준군사조직인 세르비아 방위군이 크로아티아 국가방위군(ZNG), 고스피치 주둔 경찰, 크로아티아 내 다른 지역에서 증원된 경찰과 충돌했다. 포병 지원을 받은 유고 인민군이 장악한 고스피치 동부 지역의 전투는 대체로 교착 상태에 있었으나, 9월 14일 크로아티아군이 유고 인민군의 여러 막사와 무기고를 장악한 이후 크로아티아에게 유리하게 상황이 흘러갔다. 9월 20일까지 나머지 유고 인민군 막사도 크로아티아군이 점령하면서 유고 인민군과 세르비아 방위군은 고스피치에서 철수했다.
고스피치 전투 이후 로비나츠의 크로아티아 민간인 공격, 주타로크바의 크로아티아 경찰 검문소 공격, 플리트비체 호수 습격과 고스피치-플리트비치카예제라 도로의 류보보 고개 교전 등 리카 지역의 인종 갈등이 급격히 악화되었다. 1991년 말에는 리카 지역의 상황이 더욱 악화되어 고스피치 학살과 시로카쿨라 학살 등 세르브인과 크로아트인을 향한 전쟁 범죄가 발생했다. 1992년 1월 2일 사라예보 협정이 체결되어 휴전 선언이 있기 전까지 리카 지역의 전투는 교착 상태에 빠져 어느 한쪽도 영토를 얻지 못했다.

## 배경
1990년 8월 크로아티아에서 세르브계가 주로 거주하는 크닌을 중심으로 한 달마티아 내륙 지역과 리카, 코르둔, 바노비나 지역 일부, 세르브계 인구가 절대다수인 슬라보니아 지역을 중심으로 반란이 일어났다. 이 지역은 새롭게 SAO 크라이나(세르브인 자치주)가 되었다. SAO 크라이나가 세르비아와 합병하겠다는 발표를 하자 크로아티아 정부는 이를 반란 행위로 선포했다.
1991년 3월이 되면 이 분쟁이 크로아티아 독립 전쟁으로 확대되었고 1991년 6월 유고슬라비아가 사실상 해체되면서 크로아티아는 독립을 선포했다. 이 선언은 3개월간의 유예 기간을 거쳐 10월 8일 정식으로 선포되었다. SAO 크라이나는 12월 19일 세르비아 크라이나 공화국으로 국명을 바꾸고 크로아트인 민간인을 향한 민족 청소 작전을 시작했다.
유고슬라비아 인민군(JNA)이 SAO 크라이나를 향한 지원을 점점 늘리자 긴장이 고조되는 상황을 통제하는 데 어려움을 겪었다. 크로아티아의 경찰만으로는 이런 상황을 통제할 수 없다고 판단한 정부는 1991년 5월 크로아티아 국가방위군(ZNG)를 수립했다. 하지만 9월부터 시작된 무기 금수 조치로 인해 군병력으로 발전하러는 국가방위군의 무장력 강화는 차질을 빚었고 역으로 크로아티아 내 군사 분쟁이 점점 격화되며 8월 26일에는 부코바르 전투가 시작되었다.

## 전조
크로아티아 독립 전쟁의 첫 사망자가 발생한 1991년 3월 31일 플리트비체 호수 사건 이후 리카 지역에서 이미 고조되었던 긴장 상태는 6월에 크로아티아 의회가 주권 선언을 통해 주권국임을 재확인하면서 더욱 나빠졌다. 이는 폭력 사건 증가, 무단 검문소 설치, 간헐적인 소화기 발포 사건 증가로 이어졌다. 6월 22일에는 고스피치와 SAO 크라이나가 장악한 그라차크를 잇는 도로에서 경찰관 3명이 납치되었으며, 6월 27~28일 사이에는 고츠피치를 포함한 리카 여러 지역에서 크로아티아 경찰을 향한 공격이 연이어 발생했다. 1991년 7월 들어서는 유고 인민군이 리카 지역에서 크로아티아 경찰과 국가방위군에 공개적으로 대항하기 시작했다. 7월 1일에는 플리트비체 경찰서가 유고 인민군에게 포위되었고 7월 6일에는 고스피치 인근에서 유고 인민군의 매복공격으로 크로아티아 국가방위군 병사 2명이 사망하고 2명이 부상을 입었다. 7월 28~29일에는 고스피치-코레니차 도로의 류보보 고개에서 유고 인민군과 크라이나군이 교전을 통해 국가방위군 병력을 밀어냈다.
세르브계 준군사조직이 8월 5일 리카 남부의 로비나츠에서 크로아트인 민간인 5명을 납치해 살해하고 주타로크바의 경찰 검문소가 공격받는 등 인종적 폭력사태가 계속 확대되었다. 8월 초에는 유고 인민군이 제236프롤레타리아 차량화여단(이름만 여단으로 제236여단은 실제로는 중대 규모)과 이전에 류보보 고개에 배치되었던 제4기갑여단의 일부 차량화 대대를 고스피치 주둔지 지원군으로 이동시켰다. 그 외에 8월 30일에는 SAO 크라이나군이 플리트비체 경찰서를 공격하고 점령했다.
플리트비체 점령이 임박하고 8월 31일에는 고스피치에서 북쪽으로 8 km 떨어진 리치키오시크에서 크로아티아 국가방위군이 철수하자, SAO 크라이나군과 유고 인민군은 이제 작전 목표를 리카 지역에서 전체 인구 12,000명 중 세르브인이 38.4%가 거주하고 있는 고스피치 도시 그 자체로 옮겼다.

## 전투 서열
유고 인민군은 장고 70명과 병사 400명으로 구성되었으며 스탄코옵세니차 막사와 고스피치의 소규모 군사시설 4곳에 주둔했다. 1991년 리카 남부의 영토방위군 사령관의 인터뷰에 따르면 주둔군은 유고 인민군 교통편을 사용해 세르비아에서 고스피치로 이동한 조르제 보조비치 지휘 하의 세르비아 방위군 준군사조직 128명의 지원을 받았다. 1991년 조직 개편 이후 고스피치에 주둔한 유고 인민군은 리예카 군단 휘하의 제236차량화여단, 제35파르티잔사단 제1여단이다. 그 전에는 전시 병력 수준의 15% 정도만 유지한 B급 부대인 제10프롤레타리아보병연대가 고스피치에 주둔했으나 제9프롤레타이아보병연대와 합병되어 제236차량화여단으로 바뀌었다. 고스피치의 유고 인민군 주둔군은 공식적으로 페타르 차바르 대령이 지휘하고 있었으나 실질적인 지휘권은 참모장인 유고슬라비아 방첩국 소속 소령인 렐랴 토미치가 가지고 있었다.
9월 초 고스피치에 주둔한 크로아티아군은 427명으로 대부분 고스피치, 리예카, 자보크에 주둔한 경찰이고 소수의 고스피치, 자그레브, 센의 자원군과 크로아티아 국가방위군으로 이루어져 있었다. 고스피치에 있는 유일한 국가방위군 병력은 8월 14일 제58독립대대를 중심으로 수립되기 시작한 제118보병여단이나 10월 이후에야 완편되었다. 9월 중순이 되자 여단은 2개 대대로, 1개 대대는 4개 중대, 다른 1개 대대는 3개 중대로 구성된 편제로 이루어졌다. 제118보병여단은 미르코 노라츠 중령이 지휘했으며 고스피치 주둔 크로아티아 경찰 지휘관은 이반 다소비치이다.

## 전투

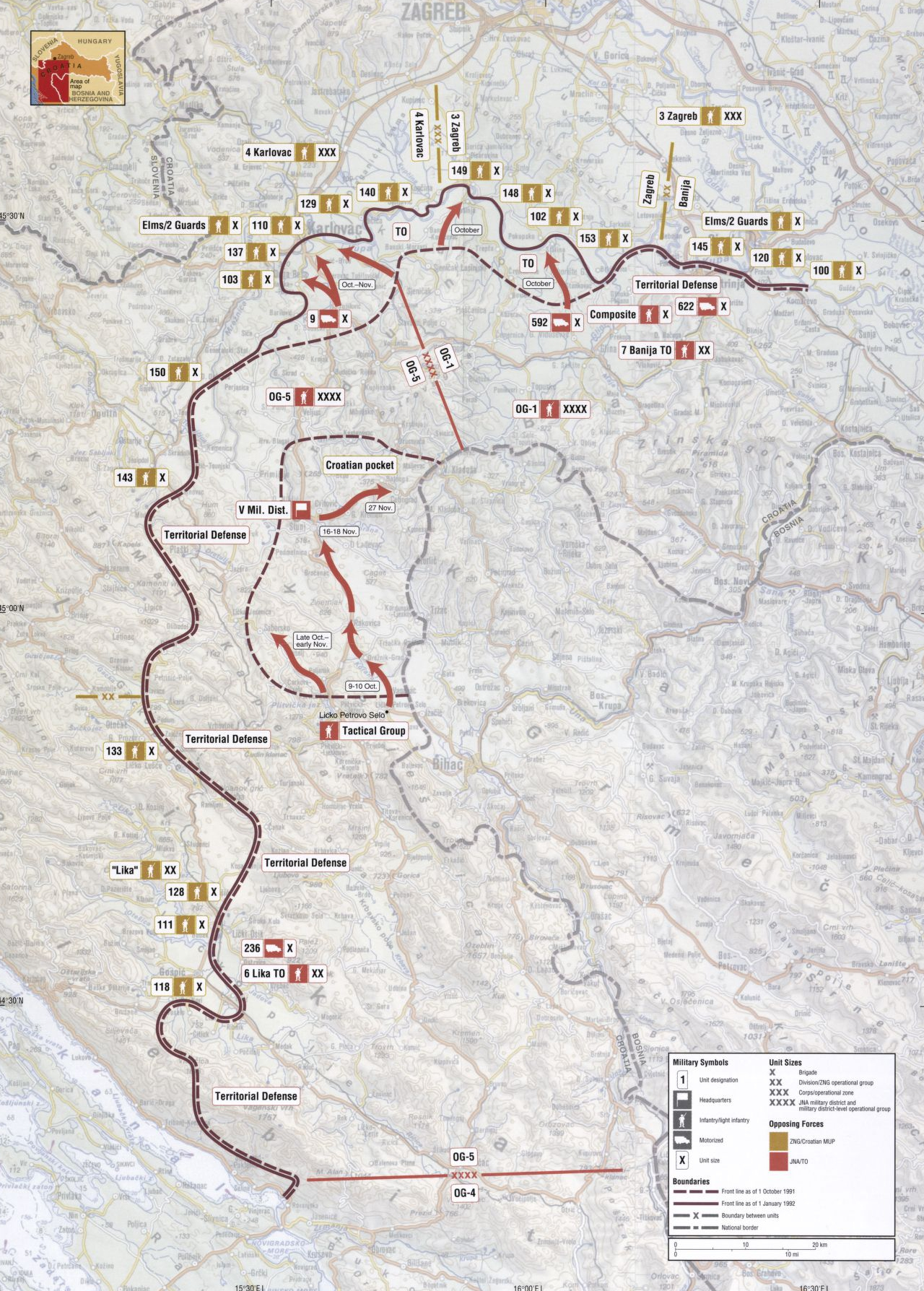
1991년 10~12월 사이 크로아티아 전쟁의 전선 지도. 고스피치 전투로 고스피치 남쪽에 두터운 돌출부가 형성되었다.

유고 인민군과 세르브계 준군사조직은 1991년 8월 29일 디보셀로 마을과 유고 인민군 야시코바츠 막사에 주둔한 포병을 가지고 고스피치를 공격했다. 이런 포격의 강도는 9월 중순으로 갈수록 크게 증가해 고스피치 마을에 큰 피해를 입혔다. 이 공격에 대한 SAO 크라이나의 한 보고서에서는 포격으로 도시 내 구조물의 50% 이상이 피해를 입었다고 추산했다.
전투 초반 유고 인민군과 세르브계 준군사조직은 크로아티아군을 고스피치 동부에서 밀어냈다. 9월 5일 크로아티아군은 마을 중앙에 고립된 유고 인민군 막사에 접근하러던 유고 인민군 소장 트라이체 크르스테브스키 지휘 하 병사 32명을 태운 병력수송장갑차를 포위해 생포했으나 포로 교환 협상을 통해 다음 날 이들을 석방했다. 하지만 고스피치의 크로아티아군 지휘관은 자그레브에 있는 크로아티아 정부의 지시와는 달리 장갑차도 같이 돌려달라는 요청을 거부했다. 크르스테브스키 점령 이후 유고 인민군의 포격은 매우 심해져 하루 평균 1,100발에 달하는 포격이 쏟아졌다. 격렬한 포격에도 불구하고 전투 둘째 주에는 큰 전선 변화가 없이 교착 상태가 지속되었다.
크로아티아 국가방위군과 경찰은 9월 14일 크로아티아 정부가 통제하는 모든 지역 내에 있는 모든 유고 인민군 시설의 전력, 수도, 통신을 차단할 계획을 세웠다. 고스피치에서의 이 조치는 국가방위군이 유고 인민군 보급고를 점령한 날인 9월 13일로 앞당겼다. 이를 통해 크로아티아군은 소총 14,000정과 상당한 양의 대전차 무기를 확보했으며 이는 크로아티아군이 마을에서 유고 인민군과 맞설 수 있을 정도였다. 고스피치에 있는 유고 인민군의 페루시치와 카니자 막사는 다음 날 점령되었다. 3일간의 전투 끝에 스탄코옵세니차 막사가 크로아티아군에게 함락되면서 고스피치 주둔 유고 인민군 주둔군 대부분은 9월 18일 항복했다. 유고 인민군 주둔군을 지원하기 위해 9월 16일 디보셀로 지역에서 보병 공격이 이뤄졌으나 크로아티아군이 이를 격퇴했고 이 전투에서 보조비치가 전사했다. 도심이 비교적 안정해지자 크로아티아군은 공세를 확대해 야시코바츠 막사를 점령하고 9월 20일에는 크로아티아군이 포위되었던 리브니크와 빌라이 마을의 포위를 풀었다. 유고 인민군이 항복하면서 세르비아군은 고스피치 동부에서 메다크 앞 8 km 선까지 후퇴했고 크로아티아군은 9월 22일까지 고스피치 지역의 잔당 격퇴를 끝냈다.

## 여파

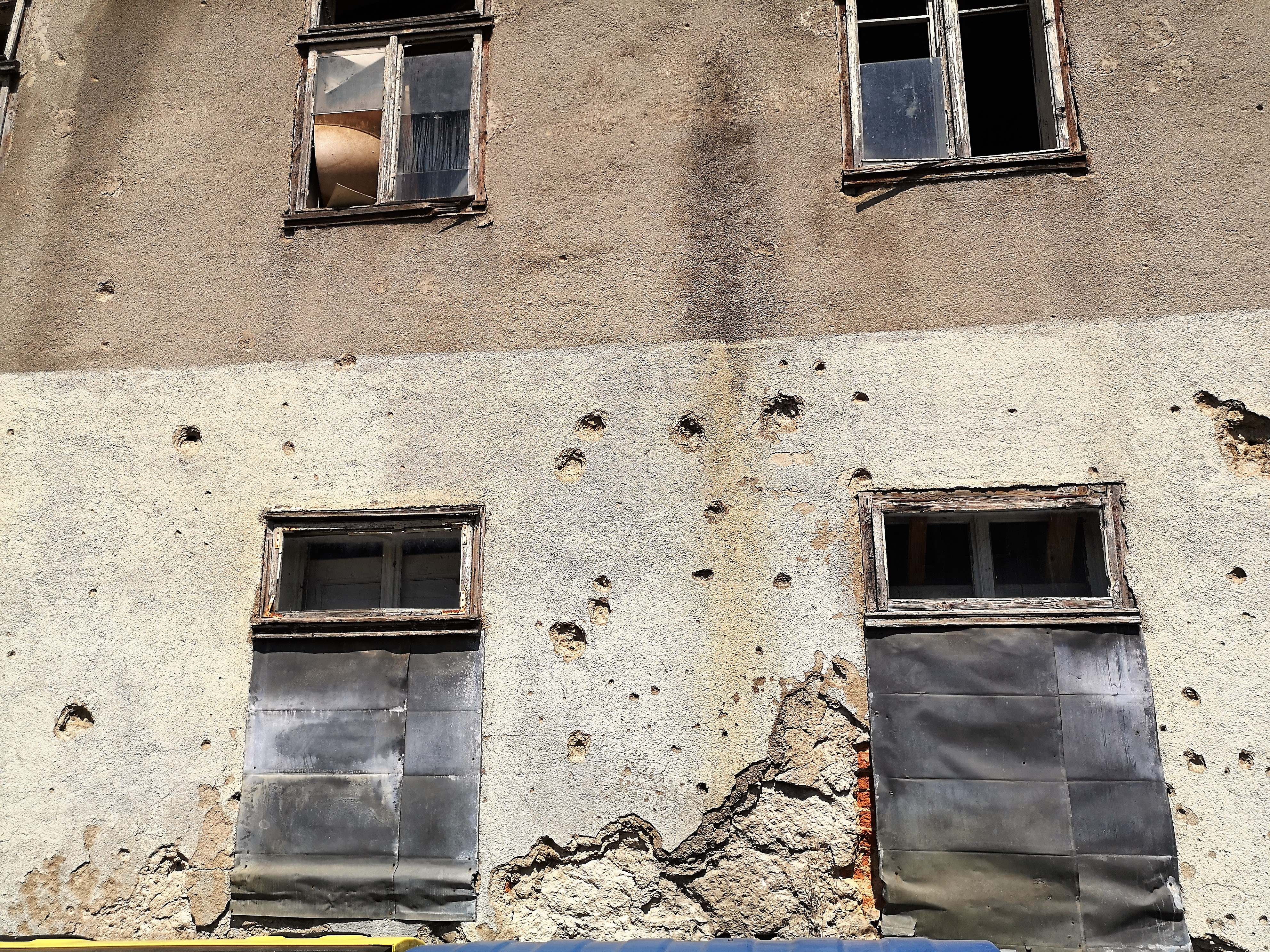
전투 이후인 2021년, 건물에 고스피치 전투 당시 총탄 흔적이 남은 모습

크로아티아는 유고 인민군 장교와 병사 약 300명을 포로로 잡았으며 이들은 생포 후 리예카로 이송되었다. 이들은 나중에 부코바르 전투 및 크로아티아 내 다른 곳에서 유고 인민군이 붙잡은 크로아티아군 포로와 교환되었다. 대량의 소화기와 탄약 외에도 전차 7대와 120 mm 박격포 12문도 노획했다. 전투 이후에도 고스피치에서 남쪽으로 약 5 km에서 8 km 떨어진 디보셀로와 리치키치틀루크의 포 진지에서 고스피치를 향한 포격이 계속 이어졌다. 리카 지역의 교전은 1992년 1월까지 이어졌으며 특히 고스피치와 오토차츠 주변에서 양 측이 좋은 전선 위치로 이동하기 위한 교전이 이어졌다. 9월 23일에는 크로아티아군의 남부 진격이 스테비로크 마을 인근 유고 인민군 무기고를 방어하던 보병대대와 크라이나 익스프레스 장갑열차로 구성된 유고 인민군 및 SAO 크라이나군에게 저지되었다. 유고 인민군은 무기고를 확보하고 9월 26일 로비나츠를 점령했다. 9월 말까지 오토차츠 주변의 크로아티아군 진지가 강화되면서 주로 드레노브클라나츠 주변의 가벼운 기습만 이어졌다. 10월 말에서 12월 초까지 고스피치 인근 디보셀로에서 전투가 격화되었으나 전선은 크게 바뀌지 않았다. 고스피치를 향한 포격은 1991년 11월 1일 3,500발의 포탄이 마을을 강타하면서 최고조에 달했다. 12월에는 유고 인민군 크닌 군단이 참모부에 그라차츠에서 고스피치와 오토차츠를 향한 진격 작전을 제안했으나 1992년 1월 2일 사라예보 협정이 체결되면서 이 이상의 교전은 중단되었으며 1993년 9월 메다크 포위 작전 이후에나 교전이 재개된다.
고스피치 지역의 군사 교전은 인종간 폭력도 같이 늘어나게 만들었으며 1991년 10월 리치키오시크 인근에서 고스피치 군사령부와 SAO 크라이나군이 수많은 전쟁 범죄를 저지르며 이 폭력은 극에 달했다. 고스피치 마을 안에서도 약 100여명은 세르브인 민간인이 마을에서 끌려나와 인근의 들판에서 학살당했다. 훗날 고스피치 학살로 알려진 이 학살의 책임자 중 일부는 크로아티아 사법부에 기소당했다. 재판 결과 2003년 노라츠 및 기타 2명의 피고인에 12년형의 징역형이 선고되었다. 리치키오시크 인근에서는 시로카쿨라 학살로 알려진 집단살해로 민간인 40명이 학살당했는데 대부분은 크로아트인이었으나 크로아트인을 도왔다는 의심을 받은 몇몇 세르브인도 같이 살해당했다. 2011년에는 베오그라드의 세르비아 법원이 전 SAO 크라이나 민병대원 4명에게 시로카쿨라에서 세르브인 4명과 크로아트인 1명을 학살한 혐의로 유죄를 선고했다.
1993년 크로아티아 정부는 마르첼 두스페르, 토모 차치치, 요보 쿠프레샤닌, 보그단 오다노비치, 렐랴 토미치, 두슈코 바이치, 다네 드라쿨라, 미초 바시치, 고체 코네스키, 슬로보단 도틀리치, 드라골류브 라자레비치, 라도반 라덴코비치, 브라티슬라브 밀로이코비치, 스테보 밀로셰비치, 밀로시 보그다노비치 등 전 유고 인민군 장교 15명을 1991년 고스피치 주둔지에서 민간인에 대한 전쟁 범죄를 저지른 혐의로 기소했다. 드라쿨라를 제외한 모든 피고인은 궐석재판 형태로 재판이 이루어졌다. 드라쿨라는 무죄를 선고받았고 두스페르, 토미치, 바이치는 유죄를 선고받아 각각 징역 20년형을, 나머지 피고인은 징역 15년형을 선고받았다. 이 판결은 1994년 크로아티아 대법원 판결에서도 그대로 이어졌다. 도틀리치는 2013년 10월 18일 크로아티아에 살고 있는 부모를 보기 위해 크로아티아에 입국했다 체포되었다. 체고되기 전 도틀리치는 새 재판을 열기를 요구했고 체포 후 혐의도 무장 반란죄로 변경되었으나 요구는 나중에 일반사면법에 따라 기각되었다.

## 참고 문헌
서적
- Central Intelligence Agency, Office of Russian and European Analysis (2002). 《Balkan Battlegrounds: A Military History of the Yugoslav Conflict, 1990–1995》. Washington, D.C.: Central Intelligence Agency. ISBN 978-0-16-066472-4. OCLC 50396958.
- Central Intelligence Agency, Office of Russian and European Analysis (2002). 《Balkan Battlegrounds: A Military History of the Yugoslav Conflict, 1990–1995, Volume 2》. Washington, D.C.: Central Intelligence Agency. ISBN 978-0-16-066472-4.
- 《Eastern Europe and the Commonwealth of Independent States》. London, England: Routledge. 1999. ISBN 978-1-85743-058-5.
- Klemenčič, Matjaž; Žagar, Mitja (2004). 《The Former Yugoslavia's Diverse Peoples: A Reference Sourcebook》. Santa Barbara, California: ABC-CLIO. ISBN 978-1-57607-294-3.
- Tatalović, Siniša; Jakešević, Ružica (2008). 〈Terrorism in the Western Balkans – the Croatian Experience and Position〉.   Prezelj, Iztok. 《The Fight Against Terrorism and Crisis Management in the Western Balkans》. Amsterdam, the Netherlands: IOS Press. ISBN 978-1-58603-823-6.
- Thomas, Robert (1999). 《Serbia Under Milošević: Politics in the 1990s》. London, England: C. Hurst & Co. Publishers. ISBN 978-1-85065-341-7.

뉴스 르포
- Bellamy, Christopher (1992년 10월 10일). “Croatia built 'web of contacts' to evade weapons embargo”. 《The Independent》. 2012년 11월 10일에 원본 문서에서 보존된 문서. 2017년 9월 19일에 확인함.
- Butigan, Sanja (2011년 3월 14일). “Presuda u Beogradu: za ratni zločin u Ličkom Osiku 48 godina zatvora” [Belgrade verdict: 48 years imprisonment for the Lički Osik war crime]. 《Slobodna Dalmacija》 (크로아티아어). 2013년 11월 30일에 원본 문서에서 보존된 문서.
- “Croat general guilty of executions”. 《BBC News》. 2003년 3월 24일. 2013년 10월 30일에 원본 문서에서 보존된 문서.
- Engelberg, Stephen (1991년 3월 3일). “Belgrade Sends Troops to Croatia Town”. 《The New York Times》. 2013년 10월 2일에 원본 문서에서 보존된 문서.
- Marijači, Ivica (2001년 2월 16일). “Osvajanje vojarne "Stanko Opsenica", sa 70 oficira JNA, 200 vojnika i skupinom četnika, značilo je prekretnicu u Gospiću” [Capture of "Stanko Opsenica" barracks with 70 JNA officers, 200 soldiers and a group of Chetniks was a turning point in Gospić]. 《Slobodna Dalmacija》 (크로아티아어). 2013년 11월 4일에 원본 문서에서 보존된 문서.
- Marković, Marko (2000년 9월 15일). “Orešković i Norac zaslužni što Gospić danas nije Teslingrad!” [Orešković and Norac take credit that Gospić is not called Teslingrad today]. 《Slobodna Dalmacija》 (크로아티아어). 2010년 9월 25일에 원본 문서에서 보존된 문서.
- Marković, Marko (2000년 5월 7일). “U Gospiću nije bilo Srba koliko mi ubojstava pripisuju” [There were fewer Serbs in Gospić than the number of murder charges against me]. 《Slobodna Dalmacija》 (크로아티아어). 2012년 10월 15일에 원본 문서에서 보존된 문서.
- Mikuličić, Ico (2012년 3월 1일). “Medački džep 2: Uhićena petorica časnika” [Medak Pocket 2: Five Officers Arrested]. 《Glas Istre》 (크로아티아어). 2013년 11월 30일에 원본 문서에서 보존된 문서.
- “Široka Kula: Život se vraća na poprište stravičnog ratnog zločina” [Široka Kula: Life returns to the scene of a horrific war crime] (크로아티아어). Nova TV. 2011년 10월 13일. 2011년 12월 19일에 원본 문서에서 보존된 문서.
- Stefanovski, Marija (2009). “Đorda Božovica Gišku ubile su ustaše jednim, a ne sa dva metka!” [Đorđe Božović Giška was killed by Ustashe using one bullet, not two!] (세르비아어). Svedok. 2013년 11월 30일에 원본 문서에서 보존된 문서.
- Sudetic, Chuck (1991년 4월 2일). “Rebel Serbs Complicate Rift on Yugoslav Unity”. 《The New York Times》. 2013년 10월 2일에 원본 문서에서 보존된 문서.
- Sudetic, Chuck (1991년 6월 26일). “2 Yugoslav States Vote Independence To Press Demands”. 《The New York Times》. 2012년 11월 10일에 원본 문서에서 보존된 문서. 2017년 1월 31일에 확인함.
- Sudetic, Chuck (1991년 6월 29일). “Conflict in Yugoslavia; 2 Yugoslav States Agree to Suspend Secession Process”. 《The New York Times》. 2013년 6월 14일에 원본 문서에서 보존된 문서.
- “Roads Sealed as Yugoslav Unrest Mounts”. 《The New York Times》. Reuters. 1990년 8월 19일. 2013년 9월 21일에 원본 문서에서 보존된 문서.
- “Srbin uhapšen u Hrvatskoj nakon posete roditeljima” [Serb Arrested in Croatia After a Visit to his Parents]. 《Blic》 (세르비아어). 2013년 10월 22일.

저널 논문
- Marijan, Davor (December 2006). “Djelovanje JNA i pobunjenih Srba u Lici 1990.-1992. godine” [Activities of the JNA and rebel Serbs in Lika in 1991–1992]. 《The Review of Senj》 (크로아티아어) (City Museum Senj – Senj Museum Society) 33 (1). ISSN 0582-673X.

국제 기구, 정부 기관, NGO 출처
- Nazor, Ante (October 2010). “Dokumenti o napadnim operacijama JNA i pobunjenih Srba u Dalmaciji 1991. (II. DIO)” [Documents on offensive operations of the JNA and the rebel Serbs in Dalmatia in 1991 (Part 2)]. 《Hrvatski Vojnik》 (크로아티아어) (Ministry of Defence) (312). ISSN 1333-9036. 2013년 11월 30일에 원본 문서에서 보존된 문서. 2013년 5월 28일에 확인함.
- McAlea, Dominic; Kaiser, Colin; Lund, Terje; Hoel, Oyvind (1994년 12월 28일). “Final report of the United Nations Commission of Experts established pursuant to security council resolution 780 (1992), S/1994/674/Add.2 (Vol. V)”. United Nations Security Council. 2013년 10월 29일에 원본 문서에서 보존된 문서. 2013년 3월 8일에 확인함.
- Nazor, Ante (March 2012). “O događajima u Lici, u jesen 1991. (IV. dio)” [On events in Lika, in autumn 1991 (Part 4)]. 《Hrvatski Vojnik》 (크로아티아어) (Ministry of Defence) (388). ISSN 1333-9036. 2013년 11월 30일에 원본 문서에서 보존된 문서.
- Nazor, Ante (March 2012). “O događajima u Lici, u jesen 1991. (V. dio)” [On events in Lika, in autumn 1991 (Part 5)]. 《Hrvatski Vojnik》 (크로아티아어) (Ministry of Defence (Croatia)) (389). ISSN 1333-9036. 2013년 11월 30일에 원본 문서에서 보존된 문서. 2013년 3월 17일에 확인함.
- “Odluka” [Decision]. 《Narodne Novine》 (크로아티아어) (Narodne novine) (53). 1991년 10월 8일. ISSN 1333-9273. 2009년 9월 23일에 원본 문서에서 보존된 문서.
- “The Prosecutor vs. Milan Martic – Judgement” (PDF). International Criminal Tribunal for the former Yugoslavia. 2007년 6월 12일.
- “Presuda i rješenje br. I Kž 985/03-9” [Verdict and decision nr. I Kž 985/03-9] (크로아티아어). Supreme Court of Croatia. 2004년 6월 2일. 2013년 10월 29일에 원본 문서에서 보존된 문서.
- “Yugoslavia – Torture and deliberate and arbitrary killings in war zones”. Amnesty International. November 1991.
- “Zločin granatiranjem Gospića (opt. Marcel Dusper i dr.)” [Crime of Shelling of Gospić (defendants Marcel Dusper et al.)] (크로아티아어). Osijek, Croatia: Centre for Peace, Non-Violence and Human Rights. 2013년 11월 28일. 2022년 11월 5일에 원본 문서에서 보존된 문서. 2014년 1월 1일에 확인함.